# Fredric March
Fredric March, ursprungligen Ernest Frederick McIntyre Bickel, född 31 augusti 1897 i Racine, Wisconsin, död 14 april 1975 i Los Angeles, Kalifornien, var en amerikansk skådespelare.

## Biografi
March hade tänkt sig en karriär inom bankvärlden, men kom på andra tankar under konvalescensen efter en blindtarmsinflammation; i stället sökte han sig till teatern. Han Broadwaydebuterade 1920 och filmdebuterade 1929.
I sina filmroller kom han att gestalta urtypen för den amerikanske familjefadern, ofta i krissituationer som i De bästa åren (1946) och Skräckens timmar (1955). 
March var en av USA:s mest respekterade scen- och filmaktörer. Han Oscarbelönades två gånger under sin karriär.

## Filmografi
| År   | Titel                                       | Roll                                           | Noter |
| ---- | ------------------------------------------- | ---------------------------------------------- | --- |
| 1921 | Ett dubbelliv                               | Okrediterad                                    | Extraroll |
| 1921 | Paying the Piper                            | Okrediterad                                    | Extraroll |
| 1921 | The Education of Elizabeth                  | Okrediterad                                    | Extraroll |
| 1921 | The Devil                                   | Okrediterad                                    | Extraroll |
| 1929 | The Dummy                                   | Trumbull Meredith                              | |
| 1929 | Vildkatten                                  | James 'Gil' Gilmore                            | |
| 1929 | The Studio Murder Mystery                   | Richard Hardell                                | |
| 1929 | Paris Bound                                 | Jim Hutton                                     | |
| 1929 | Svartsjuka                                  | Pierre                                         | |
| 1929 | Endast du                                   | Gregory Pyne                                   | Förlorad film |
| 1929 | The Marriage Playground                     | Martin Boyne                                   | |
| 1930 | Sarah and Son                               | Howard Vanning                                 | |
| 1930 | Paramount-paraden                           | Doughboy (cameoroll)                           | |
| 1930 | Vedergällningens natt                       | Dwight Howell                                  | |
| 1930 | True to the Navy                            | Bull's Eye McCoy                               | |
| 1930 | Manslaughter                                | Dan O'Bannon                                   | |
| 1930 | Laughter                                    | Paul Lockridge                                 | |
| 1930 | Kungliga familjen                           | Tony Cavendish                                 | Nominerad — Oscar för bästa manliga huvudroll |
| 1931 | Nära Sing-Sing                              | Jerry Stafford                                 | |
| 1931 | Night Angel                                 | Rudek Berken                                   | |
| 1931 | My Sin                                      | Dick Grady                                     | |
| 1931 | Dr. Jekyll och Mr. Hyde                     | Dr. Henry Jekyll/Mr. Hyde                      | Oscar för bästa manliga huvudroll (delad med Wallace Beery för The Champ) |
| 1932 | Dubbelgångarmysteriet                       | Buddy Drake/Arthur Drake                       | |
| 1932 | Merrily We Go to Hell                       | Jerry Corbett                                  | |
| 1932 | Make Me a Star                              | Sig själv                                      | Bakom kulisserna-drama |
| 1932 | En gång i livet...                          | Kenneth Wayne                                  | |
| 1932 | I korsets tecken                            | Marcus Superbus                                | |
| 1932 | Hollywood on Parade No. A-1                 | Sig själv                                      | Kortfilm |
| 1933 | Sista natten                                | Sabien Pastal                                  | |
| 1933 | Örnarnas kamp                               | Jerry H. Young                                 | Med Cary Grant och Carole Lombard |
| 1933 | Oss gentlemän emellan                       | Thomas B. 'Tom' Chambers                       | Med Gary Cooper och Miriam Hopkins |
| 1934 | Unga människor                              | Don Ellis                                      | Med Miriam Hopkins och George Raft |
| 1934 | Döden tar semester                          | Prins Sirki/Death                              | |
| 1934 | Good Dame                                   | Mace Townsley                                  | |
| 1934 | Älskaren från Florens                       | Benvenuto Cellini                              | |
| 1934 | Lågor i dunklet                             | Robert Browning                                | Med Norma Shearer och Charles Laughton |
| 1934 | Katuscha                                    | Prins Dmitri Nekhlyudov                        | |
| 1934 | Hollywood on Parade No. B-6                 | Sig själv                                      | Kortfilm |
| 1935 | Polisprefekten                              | Jean Valjean/Champmathieu                      | |
| 1935 | Anna Karenina                               | Vronsky                                        | |
| 1935 | Mörkrets ängel                              | Alan Trent                                     | |
| 1935 | Screen Snapshots Series 14, No. 11          | Sig själv                                      | Kortfilm |
| 1936 | Ärans väg                                   | Löjtnant Michel Denet                          | |
| 1936 | Maria Stuart                                | Bothwell                                       | Med Katharine Hepburn Regisserad av John Ford |
| 1936 | Äventyraren Anthony Adverse                 | Anthony Adverse                                | |
| 1936 | Screen Snapshots Series 16, No. 3           | Sig själv                                      | Kortfilm |
| 1937 | Skandal i Hollywood                         | Norman Maine                                   | Nominerad — Oscar för bästa manliga huvudroll Med Janet Gaynor |
| 1937 | Ingenting är heligt                         | Wallace 'Wally' Cook                           | |
| 1937 | Screen Snapshots Series 16, No. 5           | Sig själv                                      | Kortfilm |
| 1938 | Sjörövarnas konung                          | Jean Lafitte                                   | |
| 1938 | En flicka överbord                          | Bill Spencer                                   | |
| 1938 | Möte i monsunen                             | Sam Wye                                        | |
| 1939 | The 400 Million                             | Berättaren                                     | Dokumentär om Kinas historia |
| 1940 | Susan älskar alla                           | Barrie Trexel                                  | |
| 1940 | Drama i djungeln                            | Hendrik Heyst                                  | |
| 1940 | Lights Out in Europe                        | Berättaren                                     | Krigsdokumentär om andra världskrigets utbrott i Europa |
| 1941 | Folket utan fosterland                      | Josef Steiner                                  | |
| 1941 | En bit av himlen                            | William Spence                                 | |
| 1941 | Som man bäddar...                           | Lucius 'Luke' Drake                            | Med Loretta Young och Robert Benchley |
| 1942 | Farlig som synden                           | Jonathan Wooley/Nathaniel Wooley/Samuel Wooley | Med Veronica Lake och Robert Benchley |
| 1942 | Lake Carrier                                | Berättaren                                     | Dokumentär |
| 1944 | Valley of the Tennessee                     | Berättaren                                     | Röstroll |
| 1944 | Mark Twains äventyr                         | Samuel Langhorne Clemens                       | |
| 1944 | Morgondagens värld!                         | Mike Frame                                     | |
| 1946 | De bästa åren                               | Al Stephenson                                  | Oscar för bästa manliga huvudroll Nominerad — New York Film Critics Circle Award for Best Actor Med Myrna Loy |
| 1948 | Marcus Hubbard                              | Marcus Hubbard                                 | |
| 1948 | Jag är anklagad                             | Judge Calvin Cooke                             | |
| 1949 | Kristofer Columbus                          | Christofer Columbus                            | |
| 1949 | The Ford Theatre Hour                       |                                                | TV Avsnitt: "The Twentieth Century" |
| 1950 | The Titan: Story of Michelangelo            | Berättaren                                     | Dokumentär om Michelangelo Buonarroti liv och verk |
| 1950 | Nash Airflyte Theatre                       |                                                | TV Avsnitt: "The Boor" |
| 1951 | It's a Big Country                          | Joe Esposito                                   | |
| 1951 | En handelsresandes död                      | Willy Loman                                    | Golden Globe Award för bästa manliga huvudroll - drama Volpipokalen för Bästa manliga skådespelare Nominerad — Oscar för bästa manliga huvudroll Nominerad — BAFTA Award for Best Foreign Actor                                                                                       |
| 1951 | Lux Video Theatre                           |                                                | TV Avsnitt: "The Speech" |
| 1952 | Lux Video Theatre                           |                                                | TV Avsnitt: "Ferry Crisis at Friday Point" |
| 1952 | Toast of the Town                           | Sig själv                                      | Senare känt som The Ed Sullivan Show |
| 1953 | Oscarsgalan 1953                            | Sig själv                                      | Presenterade Oscarn för bästa kvinnliga huvudroll till Shirley Booth för filmen Kom tillbaka, lilla Sheba |
| 1953 | Omnibus                                     |                                                | TV Avsnitt: "The Last Night of Don Juan" |
| 1953 | Lindansaren                                 | Karel Cernik                                   | Med Terry Moore och Gloria Grahame |
| 1953 | Broarna vid Toky-Ri                         | Konteramiral George Tarrant                    | |
| 1954 | Oscarsgalan 1954                            | Sig själv                                      | Medvärd från New York, med Donald O'Connor i Hollywood |
| 1954 | Executive Suite                             | Loren Phineas Shaw                             | Venice Film Festival Special Jury Prize for Ensemble Acting Nominerad — BAFTA Award for Best Foreign Actor |
| 1954 | En stol är ledig                            | Tony Cavendish                                 | TV Avsnitt: "The Royal Family" Nominerad — Emmy Award for Best Single Performance by an Actor |
| 1954 | Shower of Stars                             | Ebenezer Scrooge                               | TV Avsnitt: "A Christmas Carol" Nominerad — Emmy Award for Best Single Performance by an Actor |
| 1954 | What's My Line?                             | Sig själv                                      | |
| 1955 | Skräckens timmar                            | Dan C. Hilliard                                | Med Humphrey Bogart |
| 1956 | Alexander den store                         | Filip II av Makedonien                         | |
| 1956 | Mannen i den grå kostymen                   | Ralph Hopkins                                  | |
| 1956 | Producers' Showcase                         | Sam Dodsworth                                  | TV Avsnitt: "Dodsworth" Nominerad — Emmy Award for Best Single Performance by an Actor |
| 1956 | Shower of Stars                             | Eugene Tesh                                    | TV Avsnitt: "The Flattering World" |
| 1956 | Island of Allah                             | Berättaren                                     | |
| 1957 | Toast of the Town                           | Sig själv                                      | Även känt som The Ed Sullivan Show |
| 1957 | Albert Schweitzer                           | Berättaren                                     | Dokumentär |
| 1958 | The DuPont Show of the Month                | Arthur Winslow                                 | TV Avsnitt: "The Winslow Boy" |
| 1958 | Tales from Dickens                          | Värd                                           | Även känt som Fredric March Presents Tales From Dickens, March var värd för sju avsnitt under 1958 och 1959 Avsnitt: "Bardell Versus Pickwick", "Uriah Heep", "A Christmas Carol", "David and Betsy Trotwood", "David and His Mother", "Christmas at Dingley Dell" och "The Runaways" |
| 1959 | Brittsommar                                 | Jerry Kingsley                                 | Nominerad — Golden Globe Award för bästa manliga huvudroll - drama Skriven av Paddy Chayevsky |
| 1960 | Vad vinden sår                              | Matthew Harrison Brady                         | Silverbjörnen för Bästa manliga skådespelare (Filmfestivalen i Berlin) Nominerad — BAFTA Award for Best Foreign Actor Med Spencer Tracy |
| 1961 | Unga läkare                                 | Dr. Joseph Pearson                             | |
| 1962 | Fångarna i Altona (The Condemned of Altona) | Albrecht von Gerlach                           | |
| 1963 | A Tribute to John F. Kennedy from the Arts  | Värd                                           | |
| 1964 | 7 dagar i maj                               | President Jordan Lyman                         | David di Donatello Award for Best Foreign Actor Nominerad — Golden Globe Award för bästa manliga huvudroll - drama Med Burt Lancaster och Kirk Douglas |
| 1964 | The Presidency: A Splendid Mystery          | Berättaren                                     | TV |
| 1964 | Pieta                                       | Berättaren                                     | Dokumentär |
| 1967 | Hombre                                      | Dr. Alex Favor                                 | Nominerad — Laurel Award for Top Male Supporting Performance Med Paul Newman |
| 1970 | Sheriff i het stad                          | Borgmästare Jeff Parks                         | |
| 1973 | Iceman Cometh                               | Harry Hope                                     | Med Lee Marvin och Robert Ryan |